# Сала, Ангелус
Ангелус (Анджиоло, Анджело) Сала (итал. Angelo Sala, лат.  Angelus Sala; 21 марта 1576, Виченца, Венецианская республика — 2 октября 1637, Бютцов, Мекленбург) — итальянский учёный, врач, химик, педагог. Считается основоположником химии сахаров.

## Биография
Сын прядильщика. Вероятно, сначала освоил профессию фармацевта в Венеции.
В молодости покинул Италию и бо́льшую часть своей жизни провёл в Германии.
Жил в Дрездене (1602), Сондрио (1604), Нюрнберге (1606), Фрауэнфельде (1607) и Женеве (1609). Около 1609 г. стал изучать медицину в Швейцарии, в 1613—1617 г. жил в Гааге, в 1620—1625 г. — в Гамбурге, в 1632 г. работал городским врачом в Винтертуре. В это время написал свои первые сочинения по новой «химической» медицине и по анализу купороса. В 1610 году Сала сопровождал графа Иоганна VII
Нассау-Зигена в качестве полевого врача. Затем он был назначен личным врачом графа Антона Гюнтера фон Ольденбургского.
Читал лекции по химии в Ростокском университете.
С 1639 г. о его жизни ничего не известно.
А. Сала был одним из первых химиков, отрешившихся от средневековых нелепостей; в своих медико-химических исследованиях первое место отводит наблюдению. В своих трудах трактует о сахаре, спирте, перегонке эссенций, о сурьме, о различных солях и кислотах, излагает способы осветления и очищения сахара при помощи яичного белка и извести, он же показал, что водный раствор сахара с добавлением небольшого количества пивных дрожжей даёт, через некоторое время, значительное количество алкоголя.
В работе «Anatomia Vitrioli» (1613) пришёл к выводу, что продукты химических реакций состоят из тех же «компонентов», которые содержались в исходных веществах. 
У А. Сала впервые встречается указание на щавелевую соль. Им были тщательно изучены препараты сурьмы. А. Сала — первый из врачей настаивал на особой предосторожности при назначении препаратов сурьмы. Вообще учёный требовал, чтобы при назначении лекарств всегда обращалось внимание на количество и качество назначаемого вещества, с одной, и на темперамент и телосложение больного — с другой стороны; он энергично нападал на тех врачей, которые игнорировали патологию и химию, более всего клеймит алхимиков. В своих поздних работах дистанцировался от Парацельса.
Писал свои труды на французском и итальянском языках, хотя они появились, в основном в переводе, только на немецком, французском и латинском изданиях. В них он опирался на практически-экспериментальные основы.

## Избранные труды
- «Septem planetarum terrestrium recensio» (Амстердам, 1611—1614),
- «Anatomia vitrioli, ex italica lingua in latinam versa» (1609),
- «Chrysologia» (Гамбург, 1622),
- «Emetologia» (1628),
- «Tartrologia» (1632),
- «Sacharologia» (Росток, 1637),
- «Anatomia antimonii» (Лейден, 1617),
- «Opiologia» (Гамбург, 1614),
- «Aphorismi chimiatrici» (Бремен, 1620),
- «Antidotum pretiosum» (Марбург, 1620; Франкфурт, 1649),
- «De auro potabili novo» (Страсбург, 1630),
- «De peste tractatus» (Марбург, 1641; французский перевод, 1617).

Полное собрание сочинений А. Сала было напечатано под заглавием «Opera medico-chymica» (Франкфурт, 1647—80 и 1712; Руан, 1650). В издание 1650 г. вошли ещё следующие труды: «Anatome essentiarum vegetabilium», «Tractatus de antimonio», «Exegesis chymtatrica» и др.